# ألكين (باد كاليه)
ألكين (بالفرنسية: Alquines) هي بلدية فرنسية تقع في إقليم باد كاليه من منطقة نور با دو كاليه في شمال فرنسا. تبلغ مساحة هذه المدينة 10.51 (كم²)، وترتفع عن سطح البحر 100 م، يبلغ عدد سكانها 865 نسمة حسب إحصاء المعهد الوطني للإحصاء والدراسات الاقتصادية سنة 2009 م. وترأس Joseph Cucheval البلدية خلال فترة (2008-2014).